# Cèlia Amorós Puente
Cèlia Amorós Puente   (València, 18 de maig de 1944) és una filòsofa i assagista valenciana. Filòsofa i teòrica del feminisme, és una de les pensadores més destacades en l'actualitat. Referent clau de l'anomenat feminisme de la igualtat.
Catedràtica i membre del Departament de Filosofia i Filosofia Moral i Política de la UNED, ha centrat una part important de la seua investigació en la construcció de les relacions entre Il·lustració i feminisme.
Entre les seves principals investigacions: els processos d'Il·lustració i les seves implicacions per al feminisme i les dones en l'Islam, i els Drets Humans i els drets de les dones en el marc del multiculturalisme.
És la primera dona que ha obtingut el Premi Nacional d'Assaig (2006). El seu llibre Cap a una crítica de la raó patriarcal constitueix un nou enfocament des de la perspectiva de gènere (estudis de gènere) de la filosofia, posa de manifest els biaixos de l'androcentrisme i en reivindica una revisió crítica per part de les dones.

## Biografia
Llicenciada en Filosofia per la Universitat de València, 1969. Va rebre el Premi Extraordinari de Llicenciatura (1970). El títol de la seva tesi: El concepte de raó dialèctica en Jean Paul Sartre. També a la Facultat de Filosofia de la Universitat de València va realitzar el seu doctorat. El títol de la seva tesi doctoral va ser: Ideologia i pensament mític: Entorn de Mitologies de Claude Lévi-Strauss.
És especialista en el pensament ètic-polític de Jean Paul Sartre i en la història de l'existencialisme. En aquest camp destaquen les seves obres Sören Kierkegaard o la subjectivitat del cavaller (1987) i Diàspora i Apocalipsi. Assajos sobre el nominalisme de Jean Paul Sartre (2001).
A 1970 milità a Germania Socialista un grup polític valencià fundat el 1970 per Josep Vicent Marquès com a "grup de treball polític per a la revolució socialista".
També milità en el Front d'Alliberament de la Dona de Madrid (FLM) fins a 1980. Aquest mateix any va rebre el Premi Maria Espinosa Assaig al millor article publicat sobre temes de feminisme per la seva obra Feminisme i partits polítics, a Zona oberta, Primavera 1980.
El 1987 va crear el Seminari Permanent Feminisme i Il·lustració impartit a la Facultat de Filosofia i Lletres de la Universitat Complutense de Madrid fins a 1994. I va ser la primera directora de l'Institut d'Investigacions Feministes, des 1.989 a 1993 any en què Amorós inicia una estada a la Universitat Harvard.
Directora del curs Història de la teoria feminista, de l'Institut d'Investigacions Feministes des de la seva creació el 1991 fins a l'any 2005 que va ser substituïda per la filòsofa Ana de Miguel. Els temes impartits en el curs en l'any 2003 per part d'Amorós: Feminisme i multiculturalisme, Feminisme i Il·lustració, El feminisme freudomarxista de Shulamith Firestone i L'ontologia del present de Donna Haraway.
L'any 2006 es converteix en la primera dona guardonada amb el Premi Nacional d'assaig de les Lletres Espanyoles per l'obra La gran diferència i les seves petites conseqüències... per la lluita de les dones, coeditada per l'Editorial Càtedra, l'Institut de la Dona i la Universitat de València. Dotat amb 15.000 euros, el guardó distingeix un treball de reflexió o pensament d'autor o autora espanyols escrit en qualsevol de les llengües oficials de l'Estat i editat l'any anterior al veredicte.
Catedràtica i membre del Departament de Filosofia i Filosofia Moral i Política de la UNED en l'última dècada destaquen les seves investigacions i treballs sobre feminisme i multiculturalitat. Amorós considera que hi ha vetes d'il·lustració a les diferents cultures, especialment en la cultura islàmica i busca el punt de trobada en la construcció de la igualtat entre les dones de diferents procedències culturals.
En març de 2011 rep la Medalla a la Promoció dels Valors d'Igualtat atorgada pel Ministeri de Sanitat, Serveis Socials i Igualtat (2011)

## Premis i distincions
- Premi Maria Espinosa Assaig al millor article publicat sobre temes de Feminisme (1980): "Feminisme i partits polítics", publicat a Zona Oberta, Primavera 1980
- Premi Nacional d'Assaig (2006)
- Medalla a la Promoció dels Valors d'Igualtat atorgat pel Ministeri de Sanitat, Serveis Socials i Igualtat (2011)

## Publicacions sobre l'autora
- Filosofía y feminismo en Celia Amorós. Per Luisa Possada Kubissa. Labrys, Estudios Feministas (2006)
- Pensar con Celia Amorós. Fundamentos (2010) Un llibre homenatge editat per les filòsofes Marian López Cao i Luisa Posada Kubissa, de l'Institut d'Investigacions Feministes de la Universitat Complutense de Madrid, en el qual col·laboren destacades pensadores feministes com Amelia Valcárcel, Alicia Puleo i Maria Luisa Femenías entre d'altres.